# Xiphocolaptes
Xiphocolaptes é um gênero de pássaros da subfamília dos dendrocolaptíneos.

## Espécies
- Arapaçu-vermelho, Xiphocolaptes promeropirhynchus  (Lesson, 1840)
- Arapaçu-do-carajás, Xiphocolaptes carajaensis  (Silva, Novaes & Oren, 2002)
- Arapaçu-do-nordeste, Xiphocolaptes falcirostris  (Spix, 1824)
- Arapaçu-de-garganta-branca, Xiphocolaptes albicollis  (Vieillot, 1818)
- Arapaçu-do-campo, Xiphocolaptes major  (Vieillot, 1818)